# Canton du Portel
Le canton du Portel était une division administrative française située dans le département du Pas-de-Calais et la région Nord-Pas-de-Calais, créé en 1992 et disparu après le redécoupage cantonal de 2014.

## Géographie
Ce canton est organisé autour du Portel dans l'arrondissement de Boulogne-sur-Mer. Son altitude varie de 0 m (Boulogne-sur-Mer) à 110 m (Boulogne-sur-Mer) pour une altitude moyenne de 12 m.

## Histoire

le canton du Portel dans l'arrondissement de Boulogne-sur-Mer

Le canton a été créé en 1992

## Administration
| Période | Période          | Identité            | Étiquette | Qualité                                                                               |
| ------- | ---------------- | ------------------- | --------- | ------------------------------------------------------------------------------------- |
| 1992    | 1996 (décès)     | Jean Muselet        | RPR       | Chef d'entreprise, maire de Boulogne-sur-Mer (1989-1996)                              |
| 1996    | 1998             | Yvon Ducron         | PS        | Professeur                                                                            |
| 1998    | 2004             | Laurent Feutry      | UDF       | Médecin généraliste, maire du Portel (1995-2014)                                      |
| 2004    | 2007 (démission) | Frédéric Cuvillier  | PS        | Professeur de faculté, maire de Boulogne-sur-Mer (2002-2012)                          |
| 2007    | 2015             | Jean-Claude Étienne | PS        | adjoint au maire de Boulogne-sur-Mer Elu en 2015 dans le Canton de Boulogne-sur-Mer-2 |

À la suite de la démission de Frédéric Cuvillier pour cause de cumul des mandats à la suite de son élection comme député, Jean-Claude Étienne a été élu les 9 et 16 septembre 2007.

## Composition
| Communes         | Population (2012) | Code postal | Code Insee |
| ---------------- | ----------------- | ----------- | ---------- |
| Boulogne-sur-Mer | 44 859 (1)        | 62200       | 62160      |
| Le Portel        | 10 720            | 62480       | 62667      |

(1) fraction de commune.

## Démographie
| 1962 | 1968 | 1975 | 1982 | 1990 | 1999 | 2009 |
| ---- | ---- | ---- | ---- | ---- | ---- | ---- |
| -    | -    | -    | -    | -    | -    | -    |